# 木星の太陽面通過 (土星)

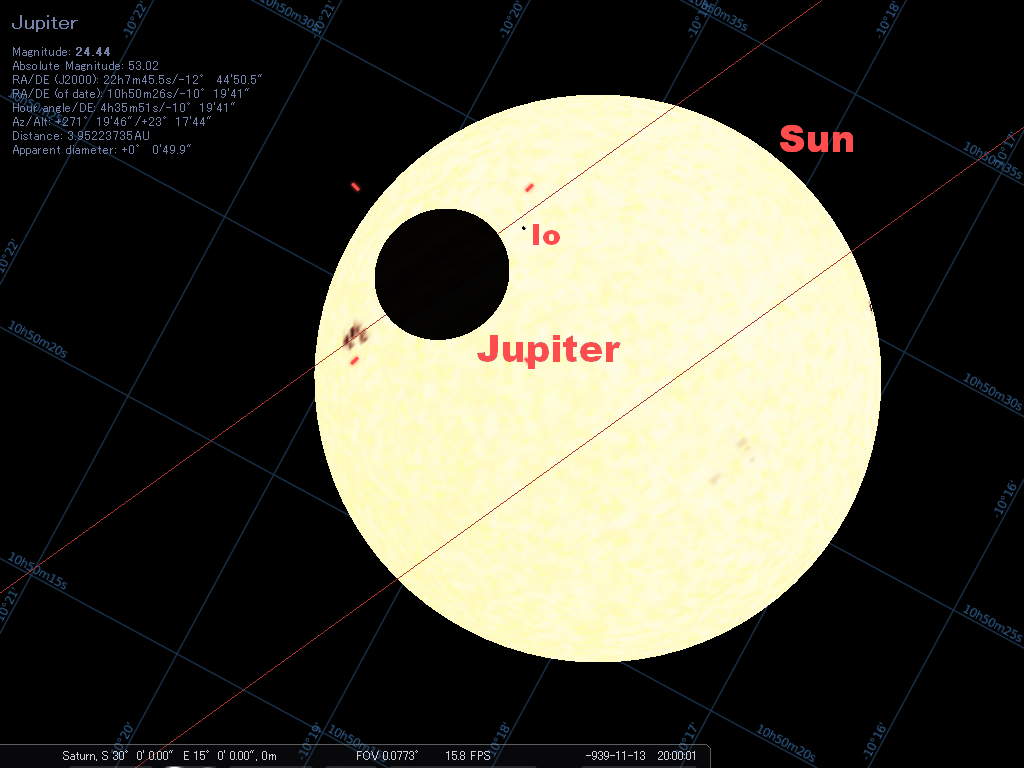
土星における木星の太陽面通過（コンピュータによるシミュレーション、紀元前940年11月13日20時00分（協定世界時））

土星における木星の太陽面通過（もくせいのたいようめんつうか）とは、土星と太陽のちょうど間に木星が入り、太陽面を通過する天文現象である。

## 概要
土星における木星の太陽面通過は、紀元前125000年から125000年の25万年間で160回ある。前回は紀元前86年9月16日、次回は7541年3月18日に起こる。
計算上、土星軌道上から見た太陽の大きさが約3.4'、木星の大きさが約0.8'となるため見かけ上、太陽の1/4程の大きさの木星が太陽面を横切るような光景となる。なお、土星から見た太陽の大きさは地球から見たときの大きさの1/10程である。

## 太陽面通過の起こる日
日付は最大食の日付(UTC)。ここでの「BC」は紀元前を示す。
| 年月日          | 最大食 |
| --------------- | ------ |
| BC2647年3月23日 | 01:40  |
| BC1793年1月17日 | 03:50  |
| BC940年11月13日 | 14:52  |
| BC424年12月1日  | 03:07  |
| BC86年9月16日   | 18:14  |
| 7541年3月18日   | 00:43  |
| 8647年2月4日    | 23:31  |
| 10043年8月8日   | 03:07  |
| 11692年2月16日  | 10:33  |
| 13340年8月21日  | 19:55  |